# Blogger.com
Blogger.com, ehemals Blogspot ist ein Onlinedienst des US-amerikanischen Unternehmens Google LLC, das zu Alphabet Inc. gehört.
Der Dienst ermöglicht dem Nutzer, ein eigenes öffentliches Weblog einzurichten.

## Geschichte
Der Dienst wurde im August 1999 vom US-amerikanischen Unternehmen Pyra Labs gegründet. 2003 kaufte das Suchmaschinenunternehmen Google Inc. die Firma und damit auch den Dienst und entwickelte ihn weiter. Zudem wurden früher kostenpflichtige Merkmale nun kostenlos angeboten. Der Pyra-Labs-Mitbegründer Evan Williams verließ das Unternehmen Google weniger als ein Jahr später.
Google kaufte die Bildsoftware Picasa im Jahr 2004. Picasas Foto-Veröffentlichungs-Hilfsprogramm Hello wurde in die Software „Blogger“ integriert und ermöglichte den Benutzern, ihre Bilder in ihren Blogs zu veröffentlichen („post“).
Am 9. Mai 2004 wurde das Aussehen von Blogger in Zusammenarbeit mit den Webdesign-Firmen Adaptive Path und Stopdesign verändert. Des Weiteren wurden neue Merkmale, wie CSS-konforme Vorlagen, individuelle Archivseiten für Beiträge und das Posten per E-Mail hinzugefügt.
Bis März 2010 konnten Blogs auf einem vom Benutzer frei wählbaren Server (per FTP oder SFTP) installiert werden.
Im Jahr 2006 wurden alle Blogs, die mit einem Google-Konto erstellt worden waren, auf die Google-Server übertragen. Mit der Migration wurden einige Merkmale eingeführt, zum Beispiel: Labels, Drag & Drop beim Layout, Berechtigungen (Private Blogs) und Web-Feeds.
Blogger für Word war eine kostenlose Erweiterung für Microsoft Office, mit der es möglich war, Einträge online und offline zu bearbeiten. Im Januar 2007 teilte Google mit, dass dieses Add-on nicht mehr kompatibel zur aktuellen Version des Bloggers ist. Mit Microsoft Office 2007 ist es möglich, in Blogger Einträge ohne das Add-on zu veröffentlichen.

## Funktionen
Der Dienst bietet die Möglichkeit, die Blogs auf dem unternehmenseigenen Server Blogspot mit einer Adresse wie meinblog.blogspot.com zu betreiben. Zusätzlich kann ein eigener Domainname wie www.meinblog.de zum Zugriff auf das bei Blogspot betriebene Blog eingerichtet werden.
- In die Google Toolbar ist die Schaltfläche Blogger integriert, mit der es möglich ist, entweder eine ganze Webseite oder nur eine Auswahl in seinem Blog zu posten.
- Mit Blogger ist es sehr einfach, Google-AdSense-Anzeigen zu schalten.
- Der Dienst ermöglicht es mehreren Autoren, an demselben Blog zu arbeiten.

Blogger in draft bietet eine Vorschau auf unfertige Elemente.

## Kritik
Laut einer Untersuchung von Sophos, einem Anbieter von Sicherheitssoftware, war Blogger im Jahr 2008 mit seiner Domain blogspot.com der weltweit größte Verbreiter von Schadprogrammen.
Weitere Kritik entstand durch die intransparente Umsetzung von Richtlinien und Nutzungsbedingungen, aufgrund der verschiedentlich Blogs ohne Angabe nachvollziehbarer Gründe gelöscht wurden.
Bekannt wurde hier vor allem der Fall des Schriftstellers Dennis Cooper, dessen seit 2006 aufgebauter Blog denniscooper-theweaklings.blogspot.com, weithin bekannt als DC’s oder auch The Weaklings, am 27. Juni 2016 unter Verweis auf eine angebliche Verletzung der Nutzungsbedingungen und ohne Angabe weiterer Gründe gelöscht wurde. Versuche des Autors, eine Reaktivierung zu erreichen bzw. genauere Gründe zu erfahren, blieben erfolglos. Dieser Vorgang stieß in den Medien auf breite Kritik. Auch Suzanne Nossel, die Direktorin des US-amerikanischen P.E.N., drückte in einer Presseerklärung die Besorgnis der Organisation über das Vorgehen von blogspot.com aus:

„Disabling Dennis Cooper’s blog with no explanation and no assurance that his years of work have been preserved undercuts the trust that users place in online platforms that host their work and ideas.“

„Die Deaktivierung von Dennis Coopers Blog ohne Erklärung und ohne Zusicherung, dass die Ergebnisse seiner jahrelangen Arbeit nicht verloren sind, untergräbt das Vertrauen, das die Benutzer in Online-Dienste setzen, mit denen sie ihre Arbeiten und Ideen verfügbar machen.“